# Fédération portugaise d'athlétisme
La Fédération portugaise d'athlétisme (en portugais Federação Portuguesa de Atletismo) est l'organisme qui organise l'athlétisme au Portugal, affilié à l'Association européenne d'athlétisme et l'IAAF (depuis 1926).
Créée en 1921, son siège est à Linda-a-Velha (paroisse de la commune d'Oeiras). Son président est Jorge António de Campos Vieira et son secrétaire général est Jorge Salcedo.